# Battaglia di Germignaga
La battaglia di Germignaga ebbe luogo nel 1276 tra le truppe di Ottone Visconti e quelle della famiglia Torriani.
Inserita nel contesto della Guerra Civile combattutasi sul finire del XIII secolo in Lombardia tra le forze dei Torriani e quelle dei Visconti, questa battaglia presenta la peculiarità di essere stata combattuta sulle acque del Lago Maggiore, presso la foce del fiume Tresa, su cui si affaccia il paese di Germignaga.
La battaglia si svolse nel 1276 e fu vinta dalla flotta dei Visconti, capitanata da Simone Orello (divenuto famoso tra i Milanesi col nome di Simone da Locarno), i quali poi vennero bloccati nel tentativo di riconquistare Arona ed Angera, perse in seguito alla bruciante sconfitta subita nella Battaglia della Guazzera, di pochi mesi precedente.

## Svolgimento
Con tutta probabilità si deve immaginare che lo scontro militare vero e proprio si sia svolto prevalentemente a terra, con l'obiettivo di impossessarsi, da parte dei Visconti, del castello, ora scomparso, sito all'epoca nell'area attualmente occupata dal cimitero comunale.
Sappiamo infatti che in epoca medievale gli scontri tra flotte non avevano le caratteristiche delle battaglie navali intese in senso moderno, ma si svolgevano in realtà mediante abbordaggio delle navi nemiche, arrembaggio e conseguente scontro corpo a corpo tra i soldati, sul ponte occupato.
Il castello permetteva di controllare il collegamento tra le sponde del Lago Maggiore e quelle del Lago di Lugano, anche se va precisato che il Tresa che vediamo oggi è un canale artificiale, scavato in epoca posteriore alla battaglia, attorno al '300, dai Visconti stessi, nell'ambito della vasta opera di interventi pubblici da loro intrapresa quando finalmente ottennero il Governo di Milano: possiamo ipotizzare che nell'anno della battaglia la zona fosse soggetta ad alluvioni o fosse al massimo lambita da un torrente stagionale - il fatto che in località Ponte Tresa, pochi chilometri a Est, fosse presente un ponte di antichissima origine, passaggio obbligato dell'importante Strada Regia, fa pensare che il fiume Tresa, emissario del Lago di Lugano, si perdesse poi nella sua corsa verso Ovest impaludandosi o comunque restringendo la propria portata, con conseguenti alluvioni periodiche.

## Conseguenze
Episodio di per sé irrilevante dal punto di vista strategico, la battaglia mise comunque in luce la figura del valoroso condottiero ticinese il quale, indomito, contribuì ad attirare alla causa viscontea le forze politiche della città di Como, da cui partì nel gennaio del 1277 una nuova offensiva, destinata ad essere coronata dal successo ottenuto dai Visconti nella Battaglia di Desio.